# Bo Jackson
Vincent Edward "Bo" Jackson (Bessemer, 30 november 1962) is een voormalig Amerikaans American football- Running back en Honkbal – Outfielder. Hij speelde van 1987 tot 1990 in de NFL bij de Los Angeles Raiders en in de MLB van 1986 tot 1994 bij de Kansas City Royals. Jackson studeerde aan de Auburn Universiteit waar hij in 1985 de Heisman Trophy won. Jackson werd in 1986 als eerste gekozen in de draft door de Tampa Bay Buccaneers maar weigerde het contract te ondertekenen en zou zich gaan focussen op honkbal, een jaar later ging hij alsnog aan de slag in de NFL door een contract te tekenen bij de Los Angeles Raiders. Jackson wordt gezien als een van de beste atleten ooit, hij speelde 2 sporten op hoog niveau en was zeer succesvol in beide, Jackson moest in 1990 stoppen met football door een heupblessure, 4 jaar later stopte hij ook met honkbal.

## Jeugd
Jackson, de achtste van 10 kinderen groeide op in Bessemer, Alabama, en werd vernoemd naar Vincent Edwards zijn moeders favoriete acteur, zijn familie leden beschreven hem als een druk kind dat altijd in de problemen kwam, Jackson vond zijn uitweg in sport en studeerde aan een school in McCalla. In football rushte hij in totaal 1175 yards bij elkaar als running back, ook was hij actief in het honkbal team waar hij twintig home runs in 25 wedstrijden sloeg. Hij deed ook mee aan atletiek wedstrijden en was tweevoudig staatskampioen, op zijn middelbare school zette hij records in hoogspringen en verspringen.

## Universitaire carrière
In juni 1982 werd Jackson gekozen door de New York Yankees, hij besloot om het contract niet te tekenen en naar de universiteit te gaan om een diploma te halen omdat hij zijn moeder had beloofd de eerste in zijn familie te zijn die een diploma zou bemachtigen, Jackson koos voor de Auburn universiteit, hij werd gerekruteerd door football coach Pat Dye. Jackson zou een geweldige carrière hebben in Auburn, hij zette meerdere football en honkbal records en is een van de beste atleten die de universiteit ooit gehad heeft.

### Honkbal
Jackson miste een groot gedeelte van zijn seniorseizoen omdat de coach van de Tampa Bay Buccaneers hem bezocht op campus, de coach vertelde hem dat dit een legale actie was en de NCAA hem niet zou bestraffen, de NCAA bestrafte Jackson wel en dat was ook een van de redenen waarom Jackson het NFL contract van de Buccaneers niet zou ondertekenen.
In het scoutingsrapport stond dat Jackson de potentie had om een van de beste honkballers ooit te worden als blessures hem niet zouden hinderen, het enige punt van kritiek was dat Jackson te weinig ervaring zou hebben in honkbal omdat hij meerdere sporten op hoog niveau beoefende, hierdoor zou hij te weinig gefocust zijn op honkbal. De scouts beschreven Jackson als een speler die overal in staat was en elk facet van het spel beheerste.

#### Honkbal statistieken
| YEAR   | G           | AB          | R           | H           | 2B          | 3B          | HR          | RBI         | SB          | CS          | BB          | SO          | BA          | OBP         | SLG         | OPS         |
| ------ | ----------- | ----------- | ----------- | ----------- | ----------- | ----------- | ----------- | ----------- | ----------- | ----------- | ----------- | ----------- | ----------- | ----------- | ----------- | ----------- |
| 1983   | 26          | 68          | 14          | 19          | 4           | 0           | 4           | 13          | 5           | 2           | 20          | 34          | .279        | .443        | .515        | .958        |
| 1984   | Geblesseerd | Geblesseerd | Geblesseerd | Geblesseerd | Geblesseerd | Geblesseerd | Geblesseerd | Geblesseerd | Geblesseerd | Geblesseerd | Geblesseerd | Geblesseerd | Geblesseerd | Geblesseerd | Geblesseerd | Geblesseerd |
| 1985   | 42          | 147         | 55          | 59          | 5           | 6           | 17          | 43          | 9           | 1           | 26          | 41          | .401        | .500        | .864        | 1.364       |
| 1986   | 22          | 69          | 21          | 18          | 3           | 2           | 7           | 14          | 5           | 0           | 20          | 30          | .261        | .424        | .652        | 1.076       |
| TOTALS | 90          | 284         | 90          | 96          | 12          | 8           | 28          | 70          | 19          | 3           | 66          | 105         | .338        | .466        | .729        | 1.195       |

### Football
In 1982, Jacksons freshmanseizoen, had Bo 127 rushes die resulteerden in 829 yards en 9 touchdowns.
In 1983, Jacksons sophomoreseizoen, had Bo 158 rushes die resulteerden in 1,213 yards en 12 touchdowns, Jackson had een gemiddelde van 7 yards per rush dit was het 2e beste seizoensgemiddelde ooit in de zuidoostconferentie. In de 1983 Iron Bowl rushte Jackson 20 keer dit leverde 256 yards op(12.8 yards per rush) dit was toentertijd het 6e meeste rushing yards in de historie van de conferentie. Auburn eindigde het seizoen met het winnen van de sugar bowl waar Jackson werd uitgeroepen tot MVP. 
In 1984, Jacksons juniorseizoen, (waar hij het grootste gedeelte van miste door blessures), werd hij in de Liberty Bowl uitgeroepen tot MVP.
In 1985, Jacksons seniorseizoen, had Bo 278 rushes die resulteerden in 1,786 yards, 2e meeste aantal yards in de historie van de zuidoostconferentie, dat jaar had Jackson een gemiddelde van 6.4 yards per rush dat toentertijd een record was, door zijn geweldig prestaties kreeg hij in 1985 de Heisman Trophy overhandigd, hij won de trofee van Chuck Long met het verschil van een paar procent.
Jackson eindigde zijn carrière bij Auburn met 4,675 all-purpose yards en 45 totale touchdowns, 43 rushing and 2 gevangen passes, met een gemiddelde van 6.6 yards per rush. Jacksons nummer 34 werd in 1992 officeel uit de roulatie genomen, Jackson kreeg tijdens de rust van een Auburn football wedstrijd een ceremonie waarin hij de fans bedankte. Jackson is een van drie spelers wier nummer uit roulatie genomen is, de andere 2 zijn, de Heisman winnaar uit 1971 Pat Sullivan en Terry Beasley.

#### Football statistieken
|        | Rushing | Rushing | Rushing | Rushing | Rushing | Receiving | Receiving | Receiving | Receiving |
| Jaar   | Att     | Yds     | Avg     | Lng     | TD      | No.       | Yds       | Avg       | TD        |
| ------ | ------- | ------- | ------- | ------- | ------- | --------- | --------- | --------- | --------- |
| 1982   | 127     | 829     | 6.5     | 53      | 9       | 5         | 64        | 12.8      | 0         |
| 1983   | 158     | 1,213   | 7.7     | 80      | 12      | 13        | 73        | 5.6       | 2         |
| 1984   | 87      | 475     | 5.5     | 53      | 5       | 4         | 62        | 15.5      | 0         |
| 1985   | 278     | 1,786   | 6.4     | 76      | 17      | 4         | 73        | 18.3      | 0         |
| Totals | 650     | 4,303   | 6.6     | 80      | 43      | 26        | 272       | 10.5      | 2         |

### Atletiek
Jackson deed ook aan atletiek terwijl hij studeerde aan de Auburn universiteit, Jackson deed mee aan evenementen als, sprinter, hordeloper, verspringer en speerwerper. Jacksons beste 100 meter tijd was 10.39 seconden. Als hordeloper zette hij een tijd neer van 7.29 seconden, zijn persoonlijk record in hoogspringen was 2,06 meter, in ver springen was dat 7,52 meter en als speer werper was dit 15,27 meter.
Jackson kwalificeerde zich als freshman en sophomore ook voor de NCAA 100 meter sprint finale, Jackson overwoog een professionele carrière in sprinten maar dat gaf hem niet dezelfde finaciele zekerheid als in football of honkbal. Noch zou hij tijd hebben gehad om zich te focussen op de andere sporten die hij graag wilde beoefenen.

#### Persoonlijke records
| Evenement | tijd (sec.) | Locatie            | Datum            |
| --------- | ----------- | ------------------ | ---------------- |
| 50 meter  | 5.49        | Rosemont, Illinois | January 29, 1984 |
| 100 meter | 10.39       |                    |                  |

## Professionele sport carrière

### Honkbal

#### Kansas City Royals
Jackson werd in 1986 als eerste gekozen in de NFL Draft door de Tampa Bay Buccaneers maar weigerde het contract te ondertekenen omdat ze tegen hem gelogen hadden over de consecentie van het bezoek op de Auburncampus. Jackson geloofde dat de Buccaneers dit bezoek expres gepland hadden zodat hij geschorst zou worden voor het collegehonkbalseizoen en zich zou gaan focussen op football, Jackson tekende een contract bij de Kansas City Royals de winnaars van de World Series in 1985. Hij speelde 53 wedstrijden in de minor leagues en werd daarna opgeroepen voor de majors. Hij haalde het vaste rooster in 1987 en sloeg 22 homeruns en 53 RBIs en 10 stolen bases als een left fielder.

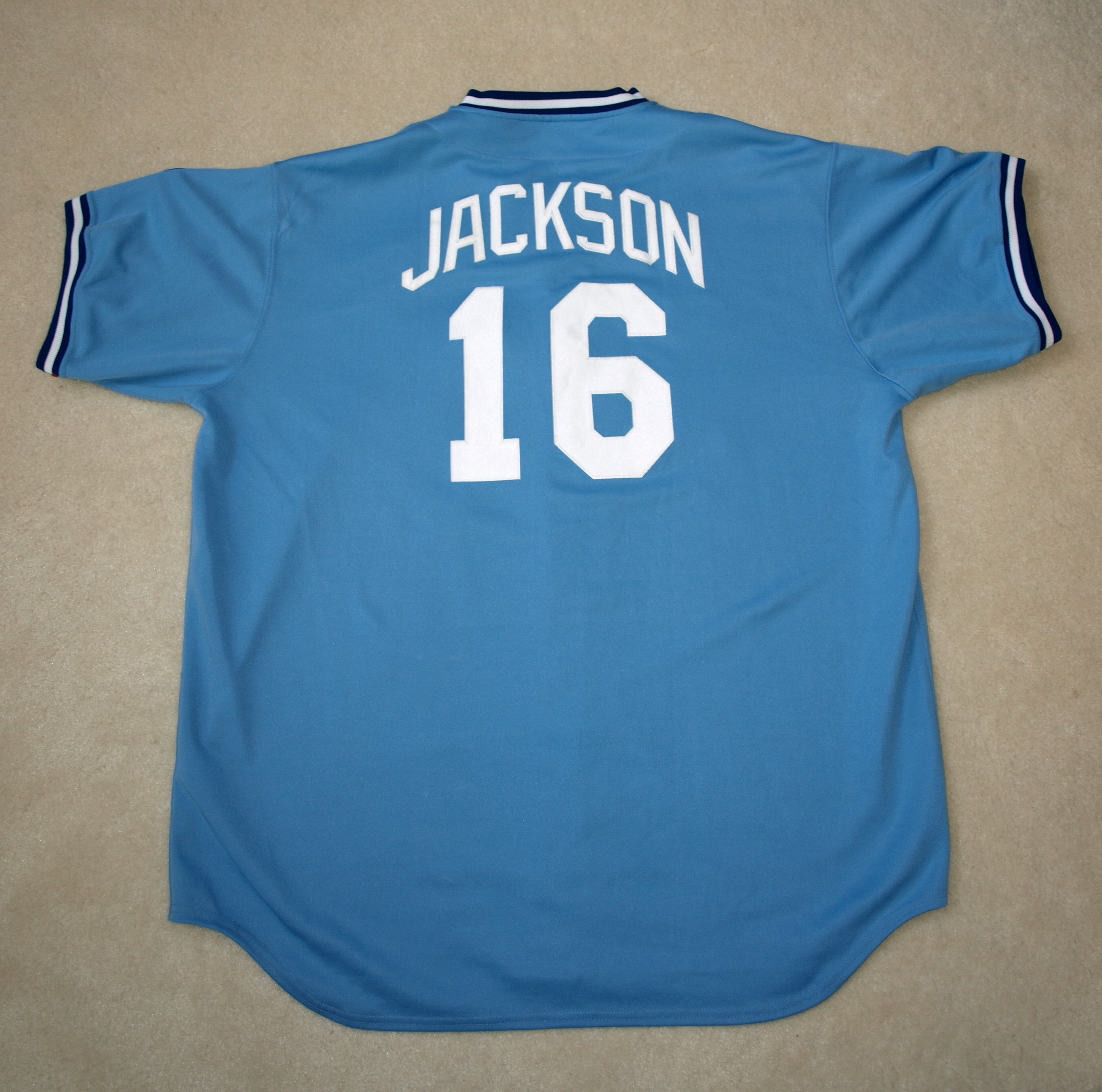
Een replica van Jacksons 1989 Kansas City Royals uittenue.

Jackson begon in 1989 in vorm te komen en werd uitgeroepen tot MVP in de eerste inningen van het seizoen.

#### Prestaties
- AL All-Star (1989)
- 1989 All-Star Game MVP
- 1993 AL Comeback Player of the Year Award
- 20-Home Run Seasons: 4 (1987–1990)
- 30-Home Run Seasons: 1 (1989)
- 100 RBI Seasons: 1 (1989)

#### MLB statistieken
|        | Standard Batting | Standard Batting | Standard Batting | Standard Batting | Standard Batting | Standard Batting | Standard Batting | Standard Batting | Standard Batting | Standard Batting | Standard Batting | Standard Batting | Standard Batting | Standard Batting | Standard Batting | Standard Batting |
| JAAR   | TEAM             | G                | AB               | R                | H                | 2B               | 3B               | HR               | RBI              | SB               | CS               | BB               | SO               | BA               | OBP              | SLG              |
| ------ | ---------------- | ---------------- | ---------------- | ---------------- | ---------------- | ---------------- | ---------------- | ---------------- | ---------------- | ---------------- | ---------------- | ---------------- | ---------------- | ---------------- | ---------------- | ---------------- |
| 1986   | KCR              | 25               | 82               | 9                | 17               | 2                | 1                | 2                | 9                | 3                | 1                | 7                | 34               | .207             | .286             | .329             |
| 1987   | KCR              | 116              | 396              | 46               | 93               | 17               | 2                | 22               | 53               | 10               | 4                | 30               | 158              | .235             | .296             | .455             |
| 1988   | KCR              | 124              | 439              | 63               | 108              | 16               | 4                | 25               | 68               | 27               | 6                | 25               | 146              | .246             | .287             | .472             |
| 1989   | KCR              | 135              | 515              | 86               | 132              | 15               | 6                | 32               | 105              | 26               | 9                | 39               | 172              | .256             | .310             | .495             |
| 1990   | KCR              | 111              | 405              | 74               | 110              | 16               | 1                | 28               | 78               | 15               | 9                | 44               | 128              | .272             | .342             | .523             |
| 1991   | CHW              | 23               | 71               | 8                | 16               | 4                | 0                | 3                | 14               | 0                | 1                | 12               | 25               | .225             | .333             | .408             |
| 1992   | CHW              | —                | —                | —                | —                | —                | —                | —                | —                | —                | —                | —                | —                | —                | —                | —                |
| 1993   | CHW              | 85               | 284              | 32               | 66               | 9                | 0                | 16               | 45               | 0                | 2                | 23               | 106              | .232             | .289             | .433             |
| 1994   | CAL              | 75               | 201              | 23               | 56               | 7                | 0                | 13               | 43               | 1                | 0                | 20               | 72               | .279             | .344             | .507             |
| TOTALS | TOTALS           | 694              | 2,393            | 341              | 598              | 86               | 14               | 141              | 415              | 82               | 32               | 200              | 841              | .250             | .309             | .474             |

### Football
Jackson werd als eerste gekozen in de draft van 1986, hij weigerde echter het contract te ondertekenen en ging zich focussen op honkbal.
1 Jaar later informeerde zijn agent hem dat hij de kans had om weer football te spelen, het bleek dat de Los Angeles Raiders hem hadden gekozen in de 7e ronde van de draft, eerst zag Jackson het niet zitten omdat hij zich liever focuste op honkbal, maar zijn interesse nam toe. Raiders eigenaar Al Davis bracht hem op het idee om beide sporten te gaan spelen en omdat de 2 sporten niet in conflict met elkaar komen tijdens het kalenderjaar was dat de perfecte oplossing, Jackson ondertekende vervolgens een contract dat hem de mogelijkheid gaf om de beide sporten te beoefenen. Jackson kreeg tevens een salaris van Davis wat alleen de beste spelers in de NFL zouden verdienen.
Jackson speelde in 1987 zijn eerste seizoen en rushte 81 keer wat opleverde, Jackson had een gemiddelde van 6.8 yards per rush, hij speelde in zeven wedstrijden en had een totaal van zes touchdowns. Het volgende jaar speelde Jackson in tien van de zestien wedstrijden hij had 580 rushing yards and drie touchdowns.
Seizoen 1989 was Jacksons beste in de league, in negen wedstrijden rushte hij voor een totaal van 950 yards met een gemiddelde van 5.5 yards per rush, hij scoorde vier touchdowns. In zijn controversiële seizoen 1990 rushte Jackson voor een totaal van 698 yards, dit was het enige seizoen waar hij geselecteerd werd voor de Pro-Bowl.
Jackson kreeg te maken met een heupblessure nadat hij getackled werd; op het eerste gezicht leek er niets mis met Jackson maar hij voelde zijn been niet meer en moest van het veld gedragen worden, Jackson werd daarna geopereerd aan zijn heup.
In vier seizoenen registreerde Jackson, 2,782 rushing yards en 16 touchdowns met een gemiddelde van 5.4 yards per rush, hij ving ook 40 passes die goed waren voor 352 yards en twee touchdowns. Jacksons 221 yards op 30 november 1987, 29 dagen na zijn debuut in de NFL, is nog steeds een Monday Night Football record.

#### NFL statistieken
|        |        |    | Rushing | Rushing | Rushing | Rushing | Rushing | Receiving | Receiving | Receiving | Receiving | Receiving |
|        | Team   | GP | Att     | Yds     | Avg     | Lng     | TD      | No.       | Yds       | Avg       | Lng       | TD        |
| ------ | ------ | -- | ------- | ------- | ------- | ------- | ------- | --------- | --------- | --------- | --------- | --------- |
| 1987   | RAI    | 7  | 81      | 554     | 6.8     | 91      | 4       | 16        | 136       | 8.5       | 23        | 2         |
| 1988   | RAI    | 10 | 136     | 580     | 4.3     | 25      | 3       | 9         | 79        | 8.8       | 27        | 0         |
| 1989   | RAI    | 11 | 173     | 950     | 5.5     | 92      | 4       | 9         | 69        | 7.7       | 20        | 0         |
| 1990   | RAI    | 10 | 125     | 698     | 5.6     | 88      | 5       | 6         | 68        | 11.3      | 18        | 0         |
| TOTALS | TOTALS | 38 | 515     | 2,782   | 5.4     | 92      | 16      | 40        | 352       | 9.1       | 27        | 2         |

## Populariteit

### "Bo Knows..."
Jackson werd een populair figuur in de sportwereld, gedurende jaren 80 en 90 waren er verschillende reclame-spotjes te zien waarin Jackson verschillende sporten beoefende, de campagne gecreëerd door Nike genaamd Bo Knows was lang te zien op de Amerikaanse tv, de sporten die Jackson beoefende waren onder andere tennis, golf, luge, auto racen, en zelfs blues music spelen met Bo Diddley.

### Video games
Jackson werd ook bekend doordat hij in verschillende video-games verscheen, onder andere in het beroemde spel Tecmo Bowl waarin de makers het karakter van Bo zo goed hebben gemaakt dat de tegenstander het digitale personage niet te pakken kan krijgen omdat het veel sneller is dan alle andere personages in het spel.

### Televisie
Jackson verscheen ook in meerdere televisie series, onder andere Married...with Children en 'Lois & Clark: The New Adventures of Superman, waarin een fictieve versie van Jackson het opneemt tegen Superman in een basketbal wedstrijd.

## Leven na carrière

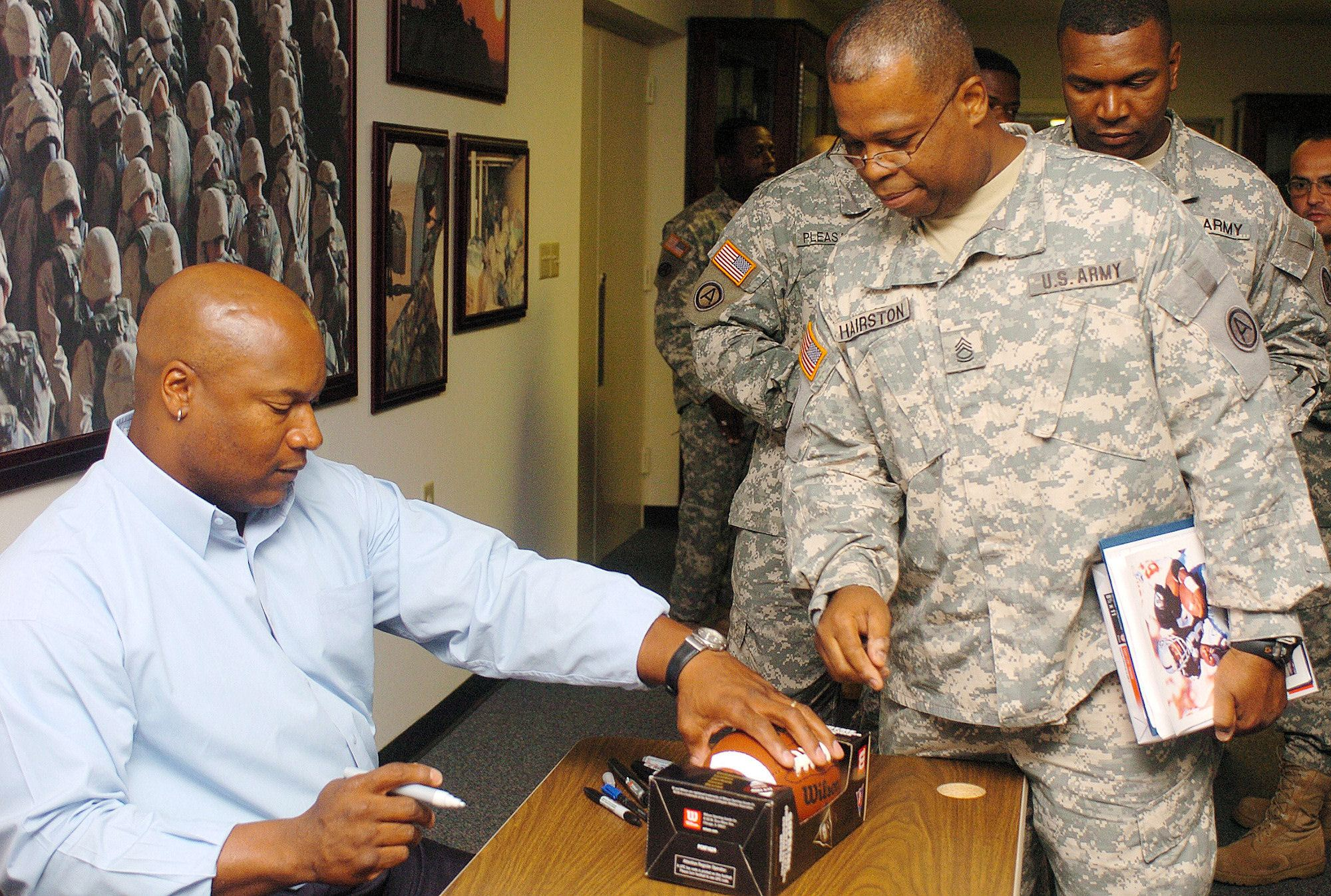
Jackson deelt handtekeningen uit in 2007.

In 1995 haalde Jackson zijn Bachelor diploma, hij verscheen gedurende jaren 90 in verschillende tv-series, hij had bijvoorbeeld gast optredens in The Fresh Prince of Bel-Air en Married... with Children.

### Privéleven
Jackson is getrouwd met Linda, ze hebben 3 kinderen, 2 zoons Garrett en Nicholas en 1 dochter Morgan. Jackson en zijn familie wonen in Burr Ridge, Illinois.